# Scott Cleverdon
Scott Cleverdon (ur. 31 lipca 1969 w Edynburgu) – brytyjski aktor filmowy, telewizyjny i głosowy pochodzenia szkockiego. Najbardziej znany jest z roli anioła Puriela w filmie Armia Boga 3: Proroctwo. Ma też na swoim koncie sporo ról głosowych. Użyczył głosu m.in. Carnage'owi w oryginalnej wersji serialu animowanego Spider-Man.

## Życiorys
Scott Cleverdon urodził się i wychowywał w Edynburgu. Szkolił się w Royal Conservatoire of Scotland w Glasgow.

## Życie prywatne
W 1993 roku ożenił się z hiszpańską aktorką Assumptą Serną. Mieszkają w Los Angeles i w Europie, a także prowadzą aktorską pracownię.